# Дедов, Олег Александрович
Оле́г Алекса́ндрович Де́дов (24 января 1937, Новосибирск, РСФСР, СССР ― 17 сентября 2006, Волгоград, Россия) ― советский и российский скульптор, художник-портретист, художник-баталист, член Союза художников СССР. Основоположник марийской профессиональной скульптуры. Сотрудник Марийских мастерских Художественного фонда РСФСР (1962―1972). Председатель Волгоградского отделения Союза художников России (2002―2006), доцент Института художественного образования Волгоградского государственного педагогического университета (2005―2006). Заслуженный художник Российской Федерации (2004).

## Биография
Родился 24 января 1937 года в г. Новосибирске в семье военнослужащего.
В 1956 году окончил скульптурное отделение Пензенского художественного училища, а в 1962 году ― Харьковский художественный институт по специальности «Скульптура».
В 1962―1972 годах ― сотрудник Марийских мастерских Художественного фонда РСФСР.
В 1972 году переехал на работу в г. Волгоград, где трудился в художественно-производственных мастерских Художественного фонда РСФСР. В 2002―2006 годах ― председатель Волгоградского отделения Союза художников России. В 2005―2006 годах ― доцент Института художественного образования Волгоградского государственного педагогического университета.
Скончался 17 сентября 2006 года в Волгограде.

## Художественное творчество
В 1968 году принят в Союз художников СССР. 
Во время работы в Марийской АССР был единственным скульптором-профессионалом. Ему удавалось подчинить идейному замыслу свойства различных материалов: мрамора, дерева, песчаника, терракоты, алюминия. 
В г. Йошкар-Оле известны его монументальные памятники-бюсты Н. Крупской (совместно с В. Козьминым, 1964), партизанки, героини Великой Отечественной войны О. Тихомировой (1970), скульптуры «Хлеб-соль» (совместно с А. Бутовым, 1971) и др. Является автором памятника-монумента в п. Медведево Марий Эл. В п. Сернур Марий Эл установлен памятник-бюст марийскому драматургу и просветителю А. Конакову, а в Волжском районе республики на территории национального парка «Марий Чодра» — скульптура лося работы О. Дедова.
Известные его скульптурные работы «Девочка марийка» (1966), «Новый урожай» (1969), «Марийка» (1970), «Эрвика» и др. 
Является автором портретов Героев Советского Союза И. Кулика, Т. Кержнёва, С. Кострова, А. Владимирова (1965), доктора филологических наук И. Галкина (1970) и многих других известных людей Марийского края.
В г. Волгограде им выполнены декоративные рельефы на станции Волгоградского метро «Комсомольская», памятник Урюпинской козе, бюст маршала Ф. И. Толбухина, портрет Героя Советского Союза Т. И. Соловьёва, а также памятники участникам Великой Отечественной войны. 
Внёс заметный вклад в разработку в живописи и скульптуре темы чеченской войны. В 1999―2001 годах совершил творческие командировки на Северный Кавказ, где побывал в г. Грозном, в станице Червлённой, в Кизляре и Ханкале. Задумав цикл скульптурных работ «Чечня 1999―2000», добился разрешения на поездку с целью сбора необходимого материала. Рисовал рядовых бойцов и офицеров, в том числе в госпиталях, где ему позировали раненые и медицинский персонал. Его фронтовые рисунки стали самостоятельными произведениями: результатом поездок стала серия графических листов и скульптур, а затем и выставка под названием «Чеченская война глазами художника Олега Дедова». Свои выставки устраивал в Доме офицеров в Ханкале, на боевых позициях, в вагоне поезда, на котором ехал вместе с солдатами в Чечню. В 1996 году работал над одним из первых в России памятником погибшим на чеченской войне. Вследствие этого его стали называть «художником на передовой».  
С 1960 года являлся постоянным участником всесоюзных, республиканских, зональных и международных художественных выставок.
В 2004 году ему присвоено почётное звание «Заслуженный художник Российской Федерации». Награждён медалями.

## Признание
- Заслуженный художник Российской Федерации (10 марта 2004)[1] ― за заслуги в области искусства [10]

## Память
- Произведения О. А. Дедова хранятся и выставляются в музеях Йошкар-Олы, Козьмодемьянска, Волгограда, Пензы, Оренбурга, Алма-Аты, Харькова[6][9].